# Матарам (район)
Матара́м (індонез. Mataram) — один з 6 районів міста Матарам провінції Західна Південно-Східна Нуса у складі Індонезії.
Населення — 75218 осіб (2012; 73107 в 2010).

## Адміністративний поділ
До складу району входять 9 селищ:
| Населений пункт     | Населення, осіб (2010) |
| ------------------- | ---------------------- |
| Матарам Східний     | 5370                   |
| Пагесанган          | 8375                   |
| Пагесанган Західний | 9559                   |
| Пагесанган Східний  | 10554                  |
| Пагутан             | 9096                   |
| Пагутан Західний    | 10155                  |
| Пагутан Східний     | 5875                   |
| Педжанггік          | 7809                   |
| Пунья               | 6314                   |